# Eksperymenty medyczne i pseudomedyczne w Auschwitz

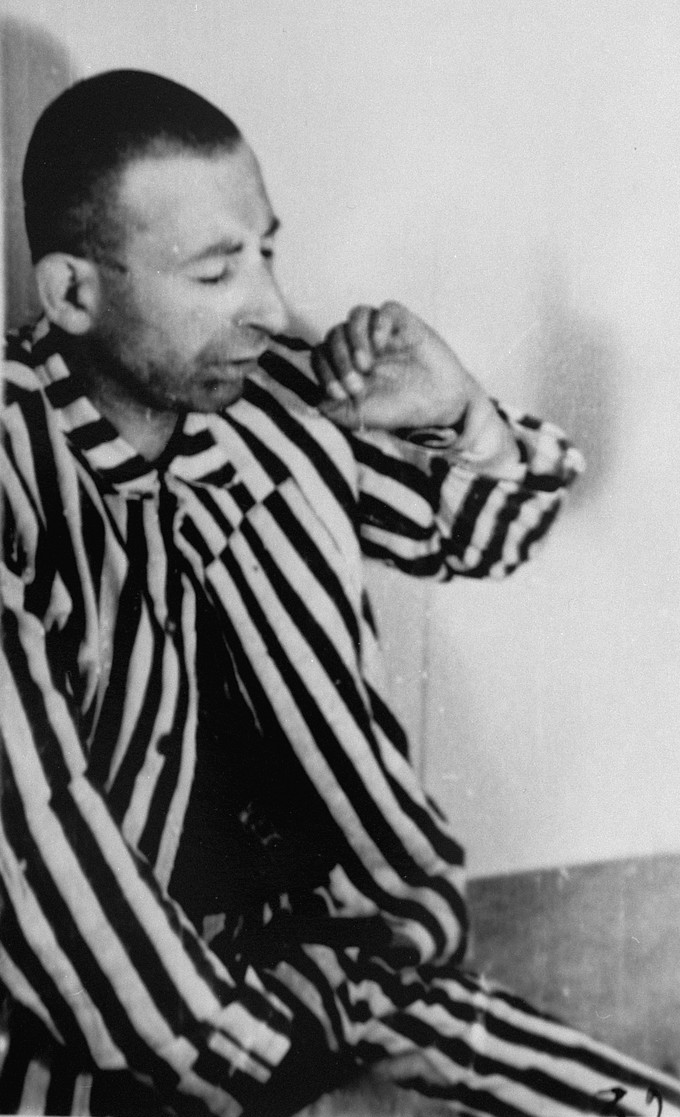
Więzień w komorze, reagujący na zmianę ciśnienia powietrza, na to panujące na wysokości 15 000 metrów, badanie w celu sprawdzenia czy piloci Luftwaffe są w stanie przeżyć na tej wysokości.

Eksperymenty medyczne i pseudomedyczne w Auschwitz – zbrodnicza działalność w obozie Auschwitz-Birkenau, wykonywana przez niemieckich lekarzy, w znacznej części należących do SS.
Traktowali oni więźniów jako łatwo dostępny i tani materiał doświadczalny, prowadzili oni eksperymenty z zakresu medycyny, patologii i genetyki. Badania te wynikały i służyły ideologicznym celom nazistowskiej teorii rasizmu oraz sprzeniewierzały się zupełnie zasadom etyki lekarskiej, której podstawy są zawarte w przysiędze Hipokratesa.
W obozie utworzono zbiór szkieletów 86 więźniów różnych typów antropologicznych, wieku i płci (29 kobiet i 57 mężczyzn), którzy zostali wyselekcjonowani przez SS-Hauptsturmführera dr Bruno Begera, a następnie przewiezieni do KL Natzweiler-Struthof w Alzacji i uśmierceni; pracami kierował z ramienia organizacji Ahnenerbe, SS-Hauptsturmführer prof. dr August Hirt.
76 więźniów przekazano do uniwersytetu Rzeszy w Strasburgu dla badań anatomicznych, wszyscy zostali zabici.
Podobne eksperymenty przeprowadzane były w innych obozach (np. Sigmund Rascher w KL Dachau, Karl Gebhardt w Ravensbrück i inni).

## Sterylizacja
Eksperymenty nad sterylizacją, prowadzone w celu opracowania tanich metod, przewidywanych do masowego zastosowania.
Prof. dr Carl Clauberg prowadził doświadczenia na kilkuset kobietach żydowskich w bloku 10 KL Auschwitz. Polegały one na wprowadzaniu do kobiecych narządów rodnych substancji, wywołujących stany zapalne i niedrożność jajowodów (m.in. formaliny). Sterylizację wykonywano przez iniekcje, po których w podbrzuszu pojawiał się straszliwy piekący ból. Eksperymenty były powtarzane w odstępach trzech do czterech tygodni. Do kontroli wstrzykiwany był środek cieniujący, w promieniach rentgena sprawdzano czy jajowody są jeszcze drożne. W skrajnych wypadkach powodowało to śmierć, niezależnie od tego część kobiet uśmiercano dla przeprowadzenia sekcji zwłok.
Dr Horst Schuman eksperymentował w Birkenau na więźniach i więźniarkach, głównie żydowskich. Zajmował się sterylizacją promieniami Roentgena, polegającą na naświetlaniu jąder i jajników. Aparaty rentgenowskie umieszczone były na podstawach konstrukcji metalowej i poruszane na zabetonowanych szynach. Aparaty połączone były kablami z kabiną izolowaną warstwą ołowiu, w której siedział Schumann i obserwował przebieg zabiegu oraz dozował naświetlenie. Zabiegi te powodowały mdłości, bóle w okolicach podbrzusza, rany oparzeniowe i ciężko gojące się owrzodzenia o różnym stopniu nasilenia. Kontrolnie przeprowadzano również kastracje. Metoda nie dała wyników uznanych za satysfakcjonujące.

## Skutki głodu
Badania nad skutkami głodu prowadził prof. dr SS-Obersturmführer Johann Paul Kremer w KL Auschwitz. Polegały one na selekcjonowaniu najbardziej wyniszczonych i wyczerpanych więźniów, zabijaniu ich zastrzykiem fenolu i dokonywaniu sekcji zwłok dla analizy zachodzących zmian anatomicznych, w szczególności w wątrobie, śledzionie i trzustce.

## Badania genetyczne
Badania genetyczne prowadzone przez dra med. Josefa Mengele, obejmowały kwestię bliźniactwa, skarlenia oraz patologii i anomalii dziedzicznych, dotknęły w szczególności dzieci, selekcjonowane w Birkenau przy transportach żydowskich oraz romskich. Dzieci były poddawane bolesnym zabiegom i uśmiercane zastrzykiem fenolu dla przeprowadzenia sekcji zwłok, zrobienia im zdjęć i odlewów anatomicznych.

## Testowanie różnych substancji
SS Friedrich Entress, Helmut Vetter i Eduard Wirths testowali lekarstwa i preparaty, wykonywane na zlecenie IG Farbenindustrie (m.in. Bayer). Owe testy polegały na badaniu chorób zakaźnych, obejmujących m.in. zarażanie więźniów, prowadzące bezpośrednio do ich wysokiej śmiertelności.

## Pozostałe eksperymenty
W obozie prowadzono również eksperymenty nad hipotermią (wyziębieniem) i opracowywaniem sposobów przywracania sprawności po wyziębieniu.
Dr König prowadził eksperymenty z elektrowstrząsami. Elektrody umieszczano na skroniach oraz na nogach. König pracował nad montowaniem urządzenia do elektronarkozy.
Prowadzono również hodowle laboratoryjne bakterii na pożywce, którą był bulion z mięśni ludzkich. Przygotowywaniem wywaru (jak i badaniami) zajmowali się więźniowie, którzy czasami spożywali wygotowane mięso, nieświadomi kanibalizmu.

## Odpowiedzialność sprawców za dokonane zbrodnie
W latach 1945–1949 zwycięscy Alianci osądzili i ukarali śmiercią w trakcie procesów norymberskich niektórych sprawców eksperymentów medycznych i tortur w niemieckich obozach śmierci w czasie II wojny światowej.
Po II wojnie światowej na świecie żyli ludzie okaleczeni przez nazistów i potrzebujący pilnej pomocy w celu godnego życia.
Polska uzyskała w 1972 roku odszkodowania od RFN dla ofiar eksperymentów pseudomedycznych (100 mln marek).